# Mycelis
Mycelis là một chi thực vật có hoa trong họ Cúc (Asteraceae).

## Loài
Chi Mycelis gồm các loài:
- Mycelis deltoidea (M.Bieb.) Sennikov 1997
- Mycelis glandulosa (Boiss.) Hayek 1931
- Mycelis muralis Dumort.
- Mycelis yunnanensis (Franch.) Y.Ling